# Rhizohypnum langsdorffii
Rhizohypnum langsdorffii là một loài Rêu trong họ Hypnaceae. Loài này được (Hook.) Herzog miêu tả khoa học đầu tiên năm 1916.